# Тхамна
Тхамна (також Тамна; кор.: хангиль: 탐라, ханча: 耽羅) — королівство, яке існувало на острові Чеджу на півдні від Корейського півострова з давніх часів до середньовіччя. Після тривалого періоду васальства для різних корейських династій було повністю анексоване династією Чосон у 1402 році.

## Назва
Королівство Тхамна також відоме, як Тханна (탕나), Сомна (섬나), або Тхаммора (탐모라). Засвідчена назва 漱牟羅 /tammura/ має значення «долинне селище», де друга половина ймовірно пов'язана з японсько-рюкюським омофоном mura.

## Історія
Немає знайдених історичних записів про заснування або ранню історію острова. Одна легенда розповідає, що три божественні засновники країни Тхамна — Го (고), Ян (양) і Бу (부) — створили острів вийшовши з трьох дірок у землі у 24 столітті до нашої ери. Ці отвори, відомі як Самсонхьоль (삼성혈), досі збереглися в місті Чеджу.
У 938 році нашої ери Чеджу втратив незалежність, ставши васалом Кореї під керівництвом династії Корьо. У квітні 1330 року, в розпал політичних чисток епохи Юань, останній імператор династії Тоґон-Темур був відправлений у вигнання на цей віддалений острів. У 1404 році Тхеджон ван Чосону затвердив острів під твердий центральний контроль і поклав остаточний кінець королівству Тхамна.

## Культура
Відповідно до «Саньґочжи» та «Хоу Ханьшу», жителі Джуху, попередника Тхамни, розмовляли відмінною від мови Самхан, були невисокого зросту та мали поголене волосся. Мали звичай носити шкіряний одяг на верхній частині тіла і мати нижню частину тіла майже оголеною. Вони утримували велику рогату худобу та кабанів і подорожували на човнах для торгівлі з Самхан. Це дуже відрізняється від описаних звичаїв тогочасної Кореї.
Олександр Вовін зазначає, що стародавня назва острова Чеджу була «тхаммура», що японською мовою можна інтерпретувати як «танімура» та «мінсон». Тому він робить висновок, що на острові Чеджу були носії японської мови, поки їх не замінили корейськомовні переселенці до 15 століття.

## Мова
Корінна мова Тхамна, субстрат чеджуської мови, могла бути японсько-рюкюською, яку потім замінила інша мова, споріднена з корейською. Олександр Вовін наводив деякі порівняння цієї мови з японсько-рюкюськими мовами. Однак, з цього приводу немає консенсусу.
|          | Старояпонська | Рюкюська прамова | Праяпонська мова | Тхамна |
| -------- | ------------- | ---------------- | ---------------- | ------ |
| рот      | kuti ~ kutu-  | *kuti            | *kutuy           | kulle  |
| божество | kamï ~ kamu-  | *kami            | *kamuy           | kam-   |
| люди     | tami          | --               | *tamV            | tam-   |
| село     | mura          | *mura            | *mura            | -mura  |